# Cadmus

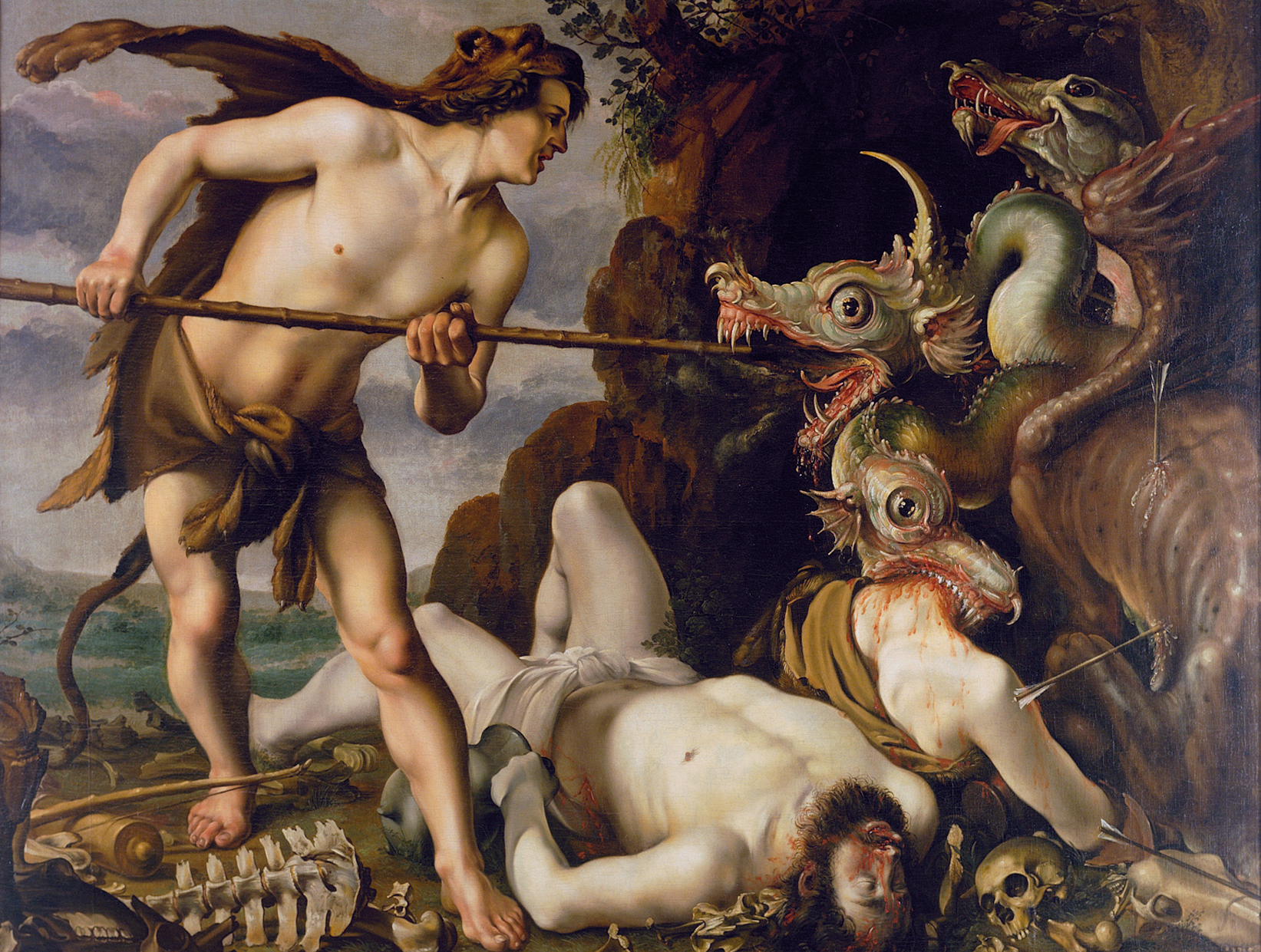
Hendrick Goltzius, Cadmus giết rồng.

Trong thần thoại Hy Lạp, Cadmus (/ˈkædməs/; tiếng Hy Lạp cổ: Κάδμος, n.đ. 'Kádmos') là người đã lập nên thành Thebes. Ông là vị anh hùng đầu tiên trong thần thoại Hy Lạp. Cũng giống như Perseus và Bellerophon, ông cũng là một trong những anh hùng tiêu diệt quái vật vĩ đại nhất trước khi người anh hùng khác là  Heracles lập nên những chiến công.
Ban đầu, ông thường được biết đến là hoàng tử của thành Phoenicia, con trai của vua Agenor và hoàng hậu Telephassa ở Tyre, người anh chị em ruột của ông là Phoenix, Cilix và Europa. Khi Europa được thần Zeus đưa đi khỏi Tyre, Cadmus và những người anh em khác được vua cha Agenor ra lệnh phải tìm được cô trở về. Theo một truyền thuyết ra đời sớm hơn, Cadmus và Europa lại là những người con của Phoenix. Cadmus đã lập nên thành Thebes, ban đầu nó được đạt theo tên ông là "Cadmeia".
Quê hương của Cadmus là thông tin có nhiều mâu thuẫn giữa các nguồn cổ đại. Theo Apollodorus thì đó là thành Phoenicia, nhưng Tyre, Sidon, và thậm chí thành Thebes ở Ai Cập lại được cho là quê hương của ông theo những dị bản khác. Nguồn gốc của ông đôi khi được thay đổi lại cho phù hợp, ví dụ có nguồn nói rằng mẹ ông là một trong những con gái của Nilus, một thần  Potamoi và cũng là vị thần của sông Nile.

## Hậu duệ
Ông và người vợ Harmonia có với nhau vài người con gồm Semele, Polydorus, Autonoe, Agave và Ino. Người con trai út của họ là Illyrius. Theo thần thoại Hy Lạp, Cadmus là tổ tiên của người Illyrian và hoàng tộc Theban.